# Caton Island
Caton Island ist eine unbewohnte Insel der Fox Islands, die zu den Aleuten gehören. Die Inseln gehören zu Alaska (USA). Die 8 km lange Insel liegt östlich von Sanak Island.